# Sinització

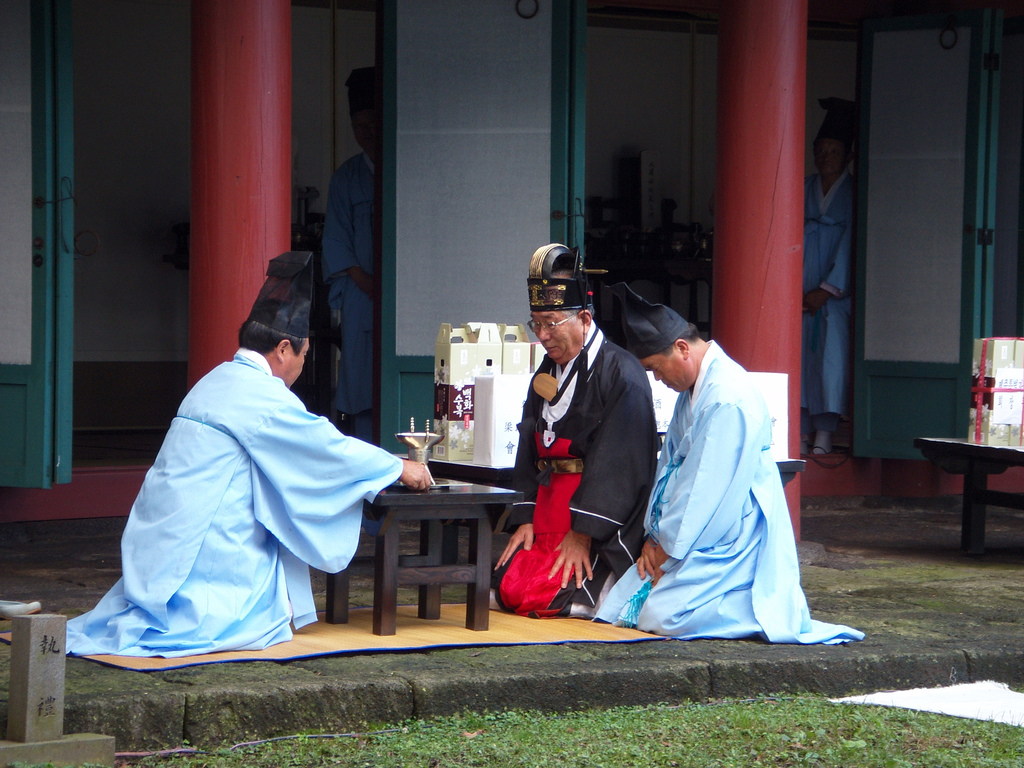
Ritual confucià a Corea.

La sinització (en mandarí: 中国化 Zhōngguóhuà o 汉化 Hànhuà) és l'assimilació lingüística o assimilació cultural de conceptes del llenguatge i la cultura xinesos (particularment la cultura, la llengua, les normes socials i la identitat ètnica han-xinesa, l'ètnia majoritària de la Xina) per part de societats no xineses.
Les àrees d'influència inclouen la dieta, l'escriptura, la indústria, l'educació, l'idioma, la llei, l'estil arquitectònic, la política, la filosofia, la religió, la ciència i tecnologia, els sistemes de valors i l'estil de vida. En termes més generals, la "sinització" pot referir-se a polítiques d'aculturació, assimilació cultural o imperialisme cultural imposades per la Xina a les veïnes societats asiàtiques i a grups ètnics minoritaris a la Xina. L'evidència d'aquest procés es reflecteix en les històries de Corea, Japó i Vietnam amb l'adopció del sistema d'escriptura xinès, que ha estat durant molt de temps una característica unificadora a la Sinosfera com a vehicle per exportar la cultura xinesa a aquests països asiàtics.
En lingüística, el terme és usat específicament per a referir-se a la transliteració, i en aquest aspecte la "sinització" és paral·lela a la romanització.